# Дараньи, Игнац
Игнац Дараньи (венг. Darányi Ignác; 15 января 1849, Пешт — 27 апреля 1927, Будапешт) — венгерский политик, министр сельского хозяйства в 1895—1903 и 1906—1910 годах, сторонник Дьюла Андраши младшего.

## Биография
Родился в дворянской семье в городе Пешт. Изучал право, два года работал стажером в адвокатской конторе. В 1873 году сдал экзамен и стал общественным адвокатом. Вместе с отцом открыл свой адвокатский офис во Внутреннем городе. В  1892 году отказался от адвокатской практики и купил землю в Кишкуншаге. С 1881 по 1905 год представлял в Парламенте Либеральную партию. С 1893 года был заместителем председателя Либеральной партии. В 1905 году покинул её, чтобы стать одним из основателей конституционной партии. В 1895 году был назначен министром сельского хозяйства в правительстве Дезё Банфи.